# Rhus muelleri

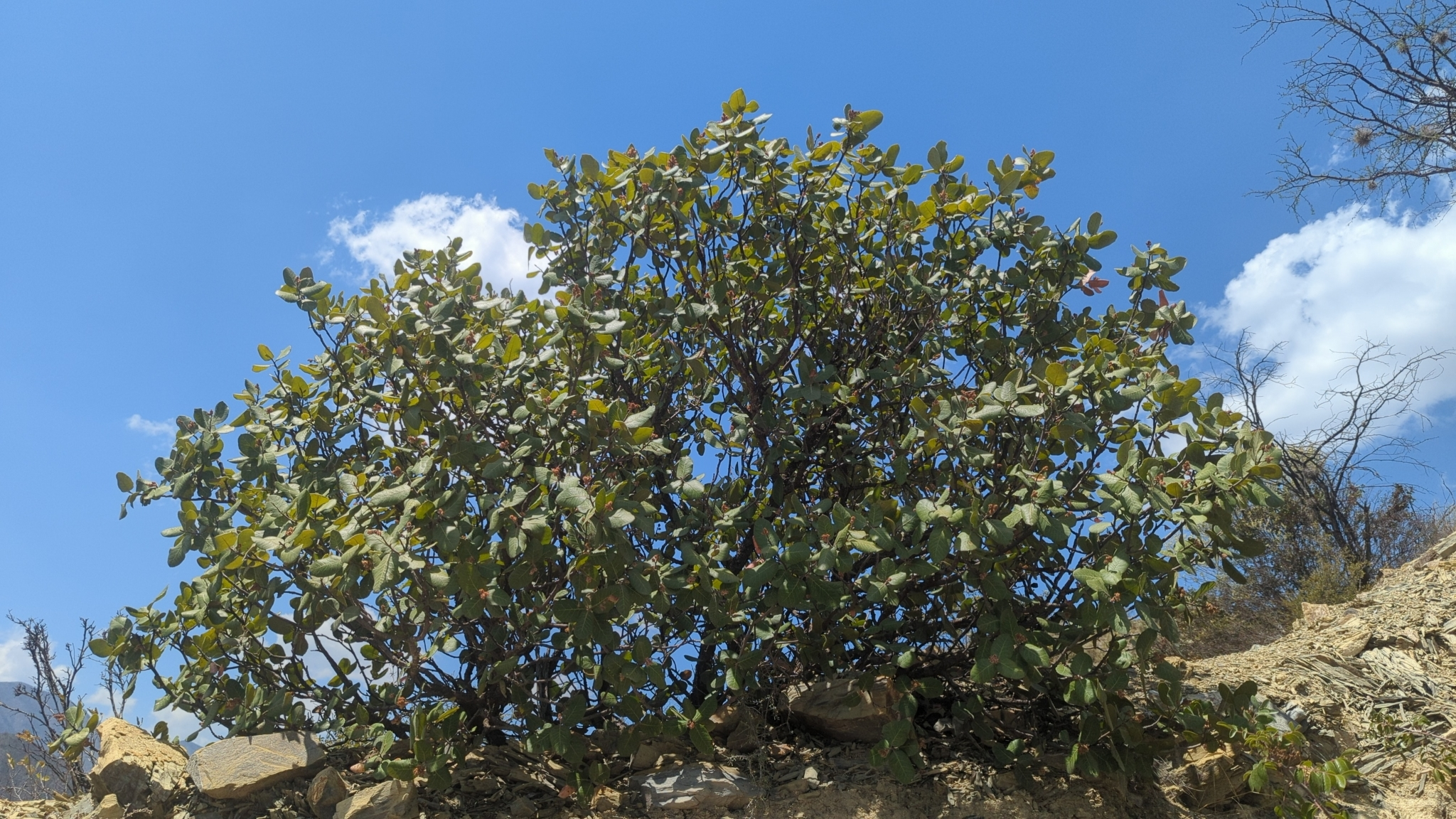
Arbusto de Rhus muelleri.

Rhus muelleri, el zumaque de Müller, es una especie botánica de la familia de las Anacardiaceae. 

## Descripción
Es un arbusto siempreverde endémico de México. Rhus muelleri y Rhus standleyi presentan una distribución vicariante: R. muelleri se encuentra en la "Sierra Madre Oriental" y en el "Altiplano Mexicano", en zonas templadas con vegetación de bosque de pino y encino entre 2000 y 2500 m s. n. m.

## Taxonomía
Rhus muelleri fue descrita por Standl. & F.A.Barkley y publicado en Annals of the Missouri Botanical Garden 24(4): 359, t. 19, f.1. 1937.
Etimología
Rhus: nombre genérico que deriva de la palabra griega para "rojo", una alusión a los llamativos colores de otoño de algunas especies.
muelleri: epíteto